# Dietrich Schmidt
Dietrich Schmidt es un deportista alemán que compitió para la RFA en luge. Ganó una medalla de plata en el Campeonato Europeo de Luge de 1955, en la prueba doble.

## Palmarés internacional
| Campeonato Europeo | Campeonato Europeo | Campeonato Europeo | Campeonato Europeo |
| Año                | Lugar              | Medalla            | Prueba             |
| ------------------ | ------------------ | ------------------ | ------------------ |
| 1955               | Hahnenklee (RFA)   | Medalla de plata   | Doble              |